# Forbes (rivière)
Pour les articles homonymes, voir Forbes (homonymie).
La  rivière Forbes  (en anglais : Forbes River) est une rivière de la région de Canterbury dans l’Île du Sud de la Nouvelle-Zélande.

## Géographie
Elle prend naissance dans la chaîne des Two Thumb Range et s’écoule vers l’est pour se jeter dans la rivière Havelock, laquelle rejoint la rivière  Rangitata, qui elle-même se jette dans l’Océan Pacifique.
La rivière a été ainsi dénommée par Julius von Haast d’après  James David Forbes, professeur de Philosophie Naturelle à l’Université d'Édimbourg au milieu du 19e siècle.